# Renseignement
Pour l’article homonyme, voir Renseignement (homonymie).

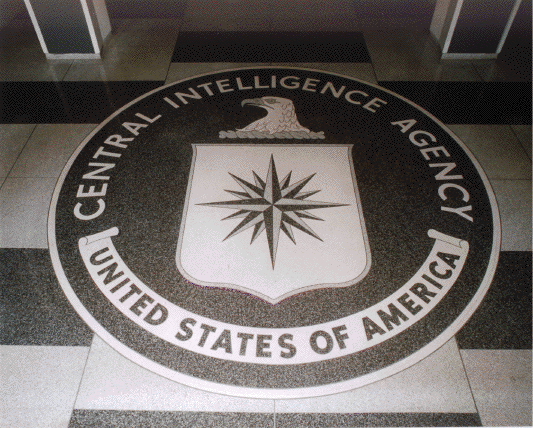
Un symbole célèbre du renseignement : l'emblème sur le sol de l'entrée de la CIA.

Le renseignement est, selon l'acception, l'information estimée pour sa valeur et sa pertinence auprès d'une organisation, d'un État et son gouvernement, de tout groupe ou particulier, ou bien l'action de fournir ces informations — de les produire.
Le renseignement se définit ainsi par opposition à la donnée (qui se réfère à la précision de l'information) et au fait (constatation objective). Le renseignement se définit aussi par son usage : c'est une information délivrée (à un gouvernement ou une institution) pour guider des prises de décisions et des actions.
Lorsqu'il s'agit de l'action de produire du renseignement, il consiste en l'ensemble des activités de production et de traitement du renseignement (orientation, recherche, analyse, diffusion). Pour les non-spécialistes et la littérature de fiction, ces activités sont souvent désignées sous le terme usuel d'espionnage, alors définies de manière dépréciative, imaginaire ou réductrice sous le seul angle de la « collecte clandestine d'informations secrètes ou privées ». Pour les spécialistes, l'espionnage correspond néanmoins seulement à un sous-ensemble des actions de renseignement : celles qui sont conduites par l'ennemi.
Par métonymie, le terme de renseignement désigne l'ensemble des organismes qui se consacrent à ces activités. Dans ce sens, ce terme désigne notamment les services publics de renseignement ou bien les unités militaires spécialisées.

## Nature du renseignement

### Étymologie et sens
Le mot « renseignement » apparaît dès le XIVe ou XVe siècle, sans avoir son sens moderne. Il dérive du verbe renseigner (rare jusqu'au XVIIIe siècle), ayant anciennement le sens « instruire, enseigner à nouveau ». Le verbe enseigner dérive du latin classique insignare (« indiquer, désigner »). Insignare dériverait de l’adjectif insignis (« remarquable ») et du nom signum (« signe »).
Dans le langage courant actuel, un renseignement est, selon Le Grand Robert, « ce par quoi on fait connaître quelque chose à quelqu'un », avec un sens vague ou imprécis, synonyme d'indice, de communication, de détail, d'information, de référence (administrative ou commerciale), de donnée, de documentation, etc.
Au sens spécialisé (tel que détaillé dans cet article), le terme renseignement (souvent au pluriel) apparaît à la fin du XIXe siècle, comme « information, plus ou moins difficile à obtenir, concernant l'ennemi », dans un contexte militaire, de sécurité ou d'ordre public, ainsi que « la recherche de telles informations ». Il en dérive au XIXe siècle le sens moderne du verbe renseigner (« indiquer, désigner »). Puis vers 1920 apparaît l'expression de « service de recherche des renseignements » désignant les organismes étatiques consacrés à cette activité puis plus tard « service de renseignement ».
Parfois dénommé « donnée utile » ou « renseignement utile », le renseignement concerne essentiellement les projets, actions courantes et prises de décision des personnes, le renseignement ayant un caractère d'urgence ou étant considéré comme « précieux ». Ce renseignement utile s'envisage essentiellement comme la compréhension de composants discrets, secrets (voire privés) d'un adversaire, dans le but de répondre à des interrogations ou d'obtenir les signaux anticipés des mouvements et évènements de l'adversaire.
Le terme renseignement est souvent rapproché de son équivalent anglais « intelligence » : en tant qu'anglicisme, par exemple « l'intelligence économique » qui désigne dans le secteur privé (entreprises) le renseignement économique ; ou bien d'après le terme français « intelligence » pris aux sens « entente (secrète), actions liées à l'entente, communications (secrètes), etc. ». Les activités et le domaine du renseignement sont aussi souvent assimilés à l'« espionnage », qui désigne plus spécifiquement des activités de surveillance (ou de collecte d'information) et les actions des espions.
Le renseignement (avec ses sens multiples) se définit traditionnellement par le moyen de trois approches arbitraires et catégoriques :
- une première définition par la description d'un modèle du traitement de l'information (section 1) ;
- une autre définition par la différenciation des sources d'informations, humaines ou techniques (section 2) ;
- une dernière définition par la distinction des domaines d'application (politique, militaire, entreprise) des prises de décision induites par le renseignement (section 3).

### Cycle du renseignement

Schéma du cycle du renseignement.

Par rapprochement avec la définition donnée par le Sénat des États-Unis en 1976, « le renseignement est le résultat de la collecte, de l'évaluation, de l'analyse, de l'intégration et de l'interprétation de toutes les informations utiles à la décision ou à la planification, que ce soit dans le domaine stratégique ou dans les activités opérationnelles ».
Cette définition n'est probablement pas exhaustive et nécessite des compléments. Elle décrit les activités de renseignement selon le cycle du renseignement : expression des besoins établis par l'autorité de décision, organisation de la recherche, recueil et analyse des informations produites par la recherche (vraisemblance), évaluation des informations en regard des besoins, mise à la disposition de l'autorité demandeuse sous la forme appropriée.
Un organisme de renseignement, public ou privé, fonctionne sur le mode des questions et des réponses.[évasif] L'utilisateur du service de renseignement, appelé aussi le client, pose des questions. Les réponses fournies par le service suscitent de nouvelles questions (cycle).
Selon la nature des organismes et selon les pays, le cycle du renseignement est découpé différemment. Il comprend généralement les cinq étapes suivantes :
1. L'expression du besoin de renseignement par le client, qui s'exprime souvent par l'établissement d'un plan de recherche définissant ce qu'il faut surveiller ;
2. La collecte méthodique des informations, qui commence par la recherche des sources pertinentes, documentaires, humaines ou techniques ;
3. Le traitement des informations brutes, qui consiste à les évaluer, les regrouper, à les recouper avec des éléments déjà connus ;
4. La phase d'analyse, qui consiste à transformer ces informations en renseignement exploitable ;
5. La diffusion du renseignement au client sous la forme de synthèses quotidiennes, dans lesquelles il faut balancer entre la précision et la justesse, selon l'expression de Jacques Baud.

Ce modèle du cycle du renseignement ne décrit pas suffisamment ce qui se passe effectivement durant le processus : généralement, l'expression du besoin ne vient pas du client mais de l'intérieur du service de renseignement en fonction de ses carences ; la collecte et l'analyse ont lieu continuellement et en parallèle ; le renseignement « fini » est généralement utilisé tel quel, sans déclencher de nouveau cycle.

### Sources du renseignement
Dans cette approche, le renseignement (au sens premier d'information estimée) se définit par la différenciation des sources d'information qui sont à son origine. Par extension, ces catégories désignent aussi toutes les activités liées à la collecte et l'analyse de ce type de renseignement technique. Les attributions de certains services gouvernementaux se basent sur ces catégories de sources : par exemple, la National Security Agency (NSA) gère exclusivement le renseignement électromagnétique américain.

#### Renseignement de sources ouvertes
Contrairement à une croyance populaire voulant que le renseignement ne rechercherait que des informations secrètes ou dissimulées, il trouve en réalité beaucoup d'informations essentielles dans l'espace public.
Le renseignement d'origine sources ouvertes (ou ROSO ou OSINT pour Open Source Intelligence) rassemble toutes les activités et méthodes analytiques mises en œuvre à partir d'informations ouvertes (OSIF), c’est-à-dire d'informations disponibles publiquement : journaux, rapports administratifs publics, documents universitaires, littérature grise, bilans économiques publics, pages du web, etc. Il opère sans difficulté majeure, car généralement sans être confronté à des « cibles » non coopératives. Sa principale difficulté est de repérer et trier les sources pertinentes et fiables dans le big data et la quantité considérable d'informations physiques accessibles à tous.
Les sources ouvertes sont un fonds documentaire suivi et orienté, utile par exemple pour commencer à évaluer un évènement. Elles aussi riches en potentialité de veille stratégique, par exemple quant à la perception des différences ou des évolutions, qui peuvent constituer autant d'orientations de recherches[pas clair]. Sa prolixité implique de régulièrement redéfinir les secteurs de vigilance, pour répondre aux besoins établis par la planification, ou répondre aux intuitions des analystes (qui jouent donc un rôle important dans la chaîne du renseignement, qui dépend largement de la qualité de leur formation). Ils initient une bonne partie des alertes, et établissent le fondement du renseignement opérationnel, qui se développera d'autant mieux que le renseignement de documentation aura été mieux charpenté et actualisé (pour une bonne part à partir de sources ouvertes). En cas d'engagement à court terme, les opérationnels pourront ainsi disposer d'emblée de dossiers d'objectifs (cartographie à jour, caractéristiques des infrastructures, biographies de personnalités, ethnies, etc.) destinés à faciliter leur adaptation à leur milieu d'engagement.

#### Renseignement humain
Le renseignement d'origine humaine (ROHUM ou HUMINT pour Human Intelligence) est un renseignement directement tiré d'une source humaine d'information. Par extension, il s'agit de toutes les activités et méthodes de collecte (entretien, interrogatoire, enquête…) et d'analyse associées. Pour le grand public, c'est l'activité la plus souvent associée au terme espionnage.
Cette activité repose principalement sur le traitement d'agents par des officiers traitants et l'analyse ultérieure des renseignements collectés.

#### Renseignement technique

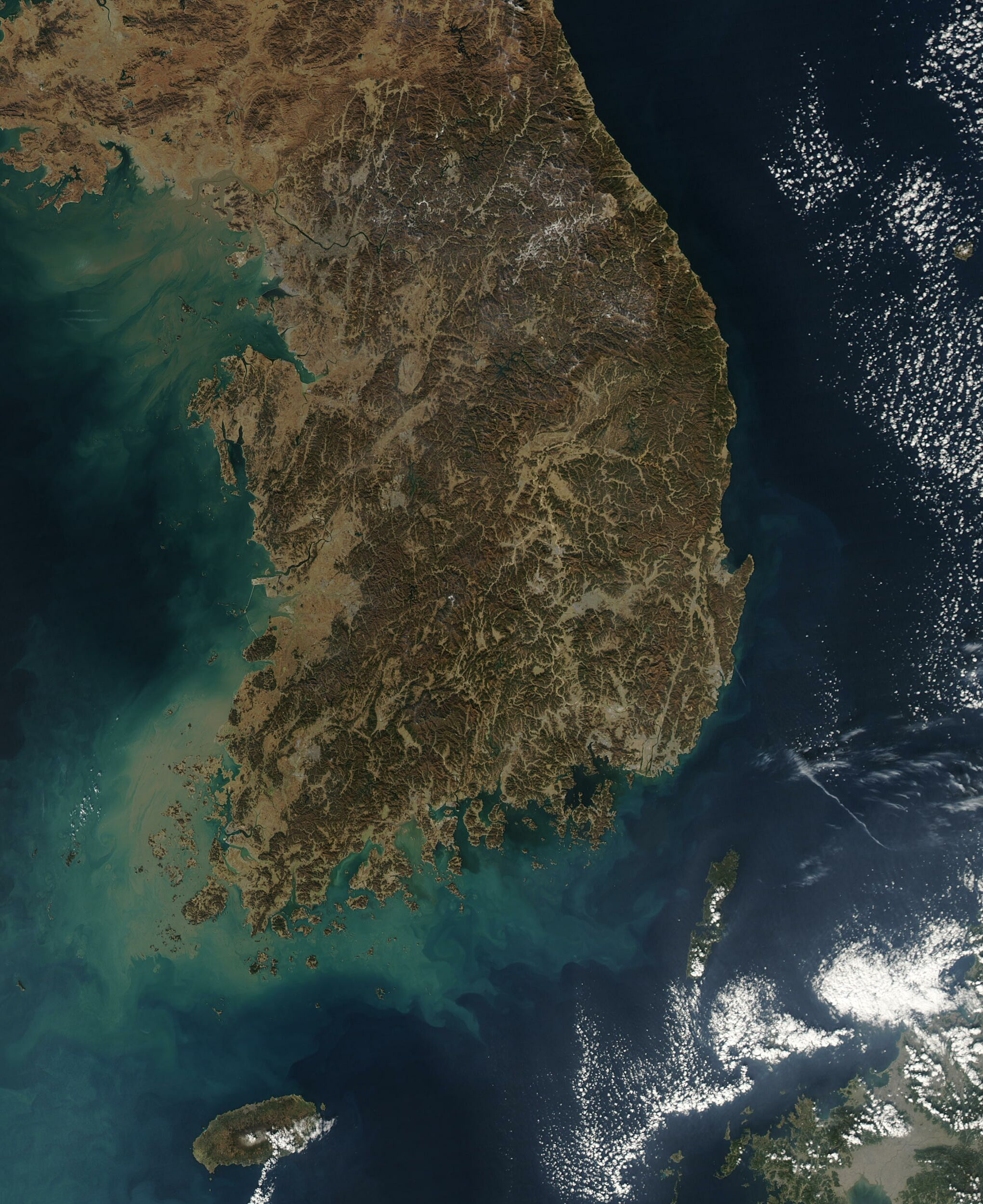
Image satellite de la Corée.

Le renseignement d'origine technique inclut :
- le renseignement d'origine électromagnétique (ROEM) ou renseignement électromagnétique, en anglais Signals Intelligence (SIGINT), qui est le renseignement dont les sources d'information sont des signaux électromagnétiques : communications utilisant les ondes (radio, satellitaire), émissions d'ondes faites par un radar ou par des instruments de télémesure. Le plus célèbre réseau SIGINT est le système Echelon, développé principalement par des États anglo-saxons et connu du grand public depuis les années 1990. Outre les écoutes téléphoniques, ce type de renseignement comprend aussi la surveillance des télégrammes, des fax, des courriers électroniques et autres sortes de communication électronique, posant des problèmes de respect de la vie privée ;
- le renseignement d'origine image (ROIM), en anglais Imagery Intelligence (IMINT), qui recouvre le renseignement et l'ensemble des activités de collecte et d'analyse liées aux informations visuelles, obtenues par différents moyens techniques, notamment la photographie aérienne et les images de « satellites espions » ;
- le renseignement de mesure et signature (en anglais : MASINT), qui se réfère à un ensemble de domaines techniques qui ne trouvent pas leur place dans les catégories précédentes : nucléaire, chimie et physique, énergies émises (nucléaire, thermique, électromagnétique) ou réfléchies (fréquences radios, lumière, son), sons mécaniques (machine, propulseur), propriétés magnétiques (flux et anomalies), mouvement (vol, vibration), géophysique, etc.

### Domaines du renseignement
Dans cette approche, le renseignement (au sens premier d'information estimée) se définit par la différenciation des domaines d'application finale (décision, action). Par extension, ces catégories désignent aussi toutes les activités liées à la collecte et l'analyse de ce domaine de renseignement.

#### Renseignement militaire
Le renseignement militaire se concentre sur le recueil, l'analyse et la diffusion d'informations, sur l'activité adverse, ses moyens de défense, ses méthodes, le terrain, et tout domaine pouvant présenter un intérêt militaire. Les activités de renseignement sont conduites à tous les niveaux, tactiques, opératifs et stratégiques, en temps de paix comme dans un conflit.
La plupart des forces armées maintiennent des services de renseignement militaire avec les unités spécialisées pour recueillir l'information de manière spécifique. Elles ont aussi typiquement du personnel de renseignement à chaque échelon, jusqu'au niveau des bataillons. Des officiers de renseignement et les soldats enrôlés affectés au renseignement militaire peuvent être choisis pour leurs capacités et aptitudes particulières (capacités d'analyse et linguistique en particulier). Ils reçoivent habituellement une instruction formelle dans ces disciplines.

#### Renseignement économique et technologique
Le renseignement économique englobe toutes les activités de renseignement liées aux domaines économique, financier, commercial, industriel voire scientifique (civil).
Au niveau des services gouvernementaux, les activités de renseignement économique incluent le soutien aux entreprises nationales publiques et privées, dans l'objectif d'un intérêt national partagé s'inscrivant dans un contexte présenté comme « guerre économique ». Ces activités concernent par exemple : la surveillance et analyse des entreprises et des marchés étrangers, l'espionnage industriel visant à l'obtention de secrets technologiques, la lutte contre l'espionnage industriel étranger, l'analyse des situations et des risques économiques, etc.
Au sein des entreprises privées, l'intelligence économique est l'ensemble des activités légales de collecte et d'analyse d'informations utiles à l'entreprise. Ces informations sont obtenues principalement par des sources ouvertes (journaux, Internet, etc.) : informations sur les produits et les technologies des entreprises concurrentes, sur les marchés et d'une façon générale sur tous les domaines pouvant avoir une influence sur la bonne marche de l'entreprise. Cette définition inclut généralement la veille technologique et toutes les activités légales de renseignement au profit de la compétitivité des entreprises.
En France, depuis les années 1990 et 2000, de nombreuses entreprises privées se sont spécialisées dans les prestations d'intelligence économique et de renseignement d'affaire.

#### Renseignement financier
Le renseignement financier concerne la récolte d'information sur les affaires financières d'entités d'intérêt. Ce renseignement permet de dévoiler la nature et la capacité d'une entité, et de prédire ses intentions. Ce type de renseignement concerne généralement le domaine du renseignement criminel (police judiciaire, forces de l'ordre, douanes). Le renseignement financier ne concerne pas nécessairement le blanchiment d'argent (transfert illégal d'argent), mais les techniques du renseignement financier sont utilisées pour détecter ce type d'activité.

#### Renseignement de sécurité
Le renseignement de sécurité regroupe l'ensemble des activités de renseignement liées à la protection des intérêts fondamentaux de l'État. Par le passé, dans les États occidentaux, ces activités de renseignement ont été principalement consacrées à la lutte contre les ingérences étrangères dans le contexte de la Guerre froide. Aujourd'hui, elles concernent la lutte anti-terroriste, la lutte contre les réseaux criminels internationaux, et la lutte contre l'espionnage industriel.
- Contre-espionnage ou contre-renseignement : il concerne la lutte contre les ingérences étrangères dans les intérêts de l'État, et la protection de ses informations sensibles.
- Renseignement criminel : il concerne les activités de police judiciaire liées à la lutte contre les réseaux criminels[6].
- Renseignement politique : en France, il a longtemps fait partie des missions confiées aux Renseignements généraux (RG).

#### Opérations clandestines
Le domaine des actions ou opérations clandestines, opérations illégales d'un État à l'extérieur de son territoire, déborde de celui du renseignement à proprement parler mais les services de renseignement et de sécurité sont l'outil habituel pour ce genre d'opérations, ayant les moyens et l'expérience de la clandestinité.

## Histoire du renseignement
« Une armée sans agents secrets est un homme sans yeux ni oreilles », Sun Tzu, L'Art de la guerre, VIe siècle av. J.-C.
L'espionnage est une pratique certainement aussi ancienne que la guerre. Il est mentionné (dans toutes ses variantes, de la simple reconnaissance de terrain à la diffusion de faux renseignements) dans L'Art de la guerre (dans cet ouvrage de stratégie militaire le plus ancien connu, le général chinois Sun Tzu traite de l'importance des réseaux de renseignement et d'espionnage), L'Iliade et la Bible.
Avec l'époque moderne, on assiste à une « professionnalisation » de cette activité, avec la mise en place de bureaucraties, de réseaux pérennes et de réseaux dormants, liés à l'appareil militaro-diplomatique, et sa popularité fait un bond auprès du grand public.
Si cette activité apparaît comme non négligeable pour la compréhension de certains évènements historiques, les recherches historiques sont rares. Elles apparaissent dans les universités américaines depuis une vingtaine d'années, et sont quasi absentes en France. Contrairement à l’idée commune, le secret qui entoure les activités de renseignement n’est pas la raison véritable. Comme l'explique Jean-Pierre Alem, les historiens sont habiles à retrouver les traces estompées des évènements les plus lointains. Or les affaires d’espionnage de ce siècle et du précédent sont beaucoup plus accessibles ; ni les documents ni les témoignages ne font défaut. Au contraire des romanciers, pour les historiens, l’espionnage ne serait peut-être qu’une « activité accessoire, souvent inutile […] indigne de leur attention ».

### Antiquité
La science des écritures cachées, appelée stéganographie, est maîtrisée par les Chinois longtemps avant que les Grecs la développent. Dans ses Histoires, l'historien grec Hérodote rapporte comment Démarate, ancien roi de Sparte réfugié auprès du roi des Perses Xerxès Ier, utilise ce procédé et prévient ainsi les siens de l'invasion de la Grèce en 480 av. J.-C. lors de la seconde guerre médique.
La cryptographie est également utilisée depuis l'antiquité. Le plus ancien « document » chiffré est une tablette d'argile, retrouvée en Irak, et datant du XVIe siècle av. J.-C.. Une de ses utilisations les plus célèbres pour cette époque est en Grèce la scytale et à Rome le chiffre de César.
Les historiens grecs font souvent mention d'espions employés par les chefs des armées pour s'éclairer sur les forces ennemies.
Les Romains emploient dans le renseignement militaire des beneficiarii, soldats libérés des corvées militaires : les exploratores et des speculatores remplacés à l'époque de l'Empire par des frumentarii. Certains commerçants romains pratiquent l'espionnage économique voire politique. Les empereurs romains, craignant les complots et les assassinats, utilisent les delatores (en). Un système d'espionnage centralisé apparaît sous le règne d'Auguste grâce à la mise en place d'un service postal à l'échelle de l'Empire, le cursus publicus.

### Moyen Âge
Les sources rapportent que les Normands emploient en plusieurs occasions des méthodes assimilables à l'espionnage et à la désinformation.
L'Empire byzantin organise un service d'espions disséminés chez les puissances voisines et chez les Barbares.
Les relations entre l'Occident chrétien et l'Orient musulman par le biais des pèlerinages à Jérusalem sont fréquemment marquées par des soupçons d'espionnage envers les pèlerins. En 720, Willibald prêtre anglo-saxon en pèlerinage en Terre sainte, se fait arrêter à Homs sous l'accusation d'espionnage.
Vers 867, Bernard, un moine de l'Abbaye du Mont-Saint-Michel parti en Terre sainte est étroitement surveillé par les autorités musulmanes. En 1217, maître Thietmar, frère mineur de Westphalie, subit à son tour des contrôles et la captivité. En 1323, Symon Semeonis, un frère mineur irlandais est également suspecté d'espionnage.
En dehors de ces simples affaires de suspicion, il y a effectivement des Occidentaux à voyager en territoire musulman pour recueillir des informations en vue d'organiser de nouvelles croisades. Ainsi dans la première moitié du XVe siècle, Emmanuel Piloti traverse différents territoires de l'Islam (Égypte, Palestine, etc.), et à son retour adresse à son maître Philippe le Bon, duc de Bourgogne — qui en février 1454 s'était engagé par les Vœux du faisan à partir en croisade — un rapport intitulé Traité sur le passage en Terre sainte et selon le propre aveu de son éditrice en 1997, son titre devrait être corrigé en Traité d’Emmanuel Piloti sur l’Égypte et les moyens de conquérir la Terre sainte.

### Entre France et Angleterre

#### La guerre de Cent Ans
Les conflits entre Capétiens et Plantagenêts, notamment la guerre de Cent Ans, furent des périodes d'emploi fréquent d'observateurs, souvent des gens du cru stipendiés et qualifiés dans les sources d'« espié ».
Charles de Blois, assiégeant Quimper, fut espionné au profit des Anglais par une pauvresse à laquelle pourtant il avait offert des aumônes.
Dans les années 1425-1429, le duc de Bretagne disposa d'un espion chez son allié anglais, à Londres. Son réseau était, semble-t-il, dirigé par le sire du Juch en plusieurs occasions ambassadeur de Bretagne en Angleterre.
Dans les années 1430 et 1440, les Anglais employèrent différents habitants du Cotentin pour surveiller les mouvements de troupes françaises.
Bibliographie
- Philippe Contamine, Azincourt, Paris, Juillard, 1964, p. 139-140.
- Jean-Christophe Cassard, Charles de Blois, CRBC, Brest, p. 113.
- R. A. Griffiths, « Un espion breton à Londres, 1425-1429 », dans Annales de Bretagne, 1979, p. 399-403.
- M. Lantier, Cent cinquante textes sur la guerre de Cent Ans dans le bailliage de Cotentin, 1978, p. 125.
- G. A. Knowlson, Jean V, duc de Bretagne, et l’Angleterre, 1399-1449, Rennes, 1964, p. 122.

#### Les toiles de l’«Universelle aragne»
C'est avec Louis XI de France que se développent réellement l'espionnage et l'action subversive : refusant systématiquement l'affrontement militaire avec son ennemi Charles le Téméraire plus fort que lui, il l'emportera finalement en lui suscitant sans fin des ennemis, de la révolte de Liège en 1468 (provoquée par des agents français, et dont Louis XI devra publiquement soutenir la répression par Charles) jusqu'à la guerre déclarée à Charles par la Confédération des cantons suisses en 1474, encouragée et financée par Louis XI, guerre qui verra Charles et l'État bourguignon périr.

### Époque moderne

#### France
Au XVIIIe siècle, le prince de Conti dirige un service de renseignement appelé le « Secret du Roi » dont l'un des agents les plus célèbres est le chevalier d'Éon, transformiste de talent. La plupart des pays européens mettent en place un service de renseignement appelé cabinet noir, chargé de l'inquisition postale (lettres privées ouvertes clandestinement, lues, copiées par un secrétaire spécial attaché au cabinet du directeur, recachetées et réexpédiées à leur destinataire) et de cryptographie. Ces services disposent de bureaux du Chiffre pour décrypter toutes les correspondances secrètes et emploient des cryptologues fort bien payés et comblés d'honneur, telles les dynasties de Rossignol en France (ils ont notamment mis au point le Grand Chiffre), d'Argenti (Giovanni et Matteo Argenti travaillant au service de la papauté) à Rome ou de Wallis en Angleterre qui ont accès aux affaires les plus secrètes.

### République de Venise
Le Conseil des Dix vénitien met au point pour le développement de son activité un service de délation bénévole ou professionnel (service d'agents secrets appelés les « Confidents ») grâce aux bouches du lion (it) du Palais des Doges, ces sortes de boîtes aux lettres où l'on peut glisser une dénonciation. Trois membres de ce Conseil, les inquisiteurs d'État, sont spécialisés dans l'analyse de ces lettres et utilisent un bras armé, Messer Grande ou Capitan Grande, chargé des opérations clandestines. Ce système de délation, source de renseignements privilégiée de la police politique et du contre-espionnage vénitien, sévit jusqu'au XVIIIe siècle.

### Révolution française
Le Comité de sûreté générale, créé par la Convention le 2 octobre 1792 lors de la Révolution française, reçut et encouragea les dénonciations. Il établit des dossiers contre des hommes politiques et les transmit au ministère public. Il recruta des « espions », appelés les « mouches », et particulièrement des indicateurs de prison comme Jean-Baptiste Dubois dit Dossonville, Louis-Guillaume Armand et Louis-François de Ferrières-Sauvebeuf. Il monta toutes les grandes « affaires » politiques de l’époque, notamment les amalgames tels que les procès des Girondins, celui des Hébertistes ou Exagérés, celui des Dantonistes ou Modérés et celui dit des « chemises rouges ».

### Empire napoléonien
De nombreuses personnes eurent à connaître de l'espionnage et du contre-espionnage, du Directoire à l'Empire, notamment Charles-Maurice de Talleyrand et Joseph Fouché, mais aussi : Méhée de Latouche, Galon-Boyer, Mme de Bonneuil, Mme de Rochechouart, Sandillaud du Bouchet, tous les ambassadeurs de Napoléon dont Bourrienne, Sémonville, Otto et Beurnonville, le préfet de police Desmarets et son parent le banquier Perrégaux.
Charles Louis Schulmeister fut réputé être un agent au service de l'empereur Napoléon Ier.

### France / Allemagne
Avant 1870, la Prusse parait avoir été avantagée par les capacités de l'espion de Bismarck, Wilhelm Stieber. Après la guerre franco-prussienne de 1870, les relations entre la France et l'Empire allemand sont entremêlées d'accusations d'espionnage : il y eut d'abord l'affaire Schnaebelé en 1887, mais surtout l'affaire Dreyfus en 1894, qui débuta par une affaire d'espionnage, ainsi que l'affaire Alfons Paoli Schwartz.
Cela se poursuit jusqu'à la Première Guerre mondiale, au cours de laquelle Mata Hari est fusillée pour espionnage en temps de guerre. Durant ce conflit, 126 militaires français sont également fusillés pour ce motif.

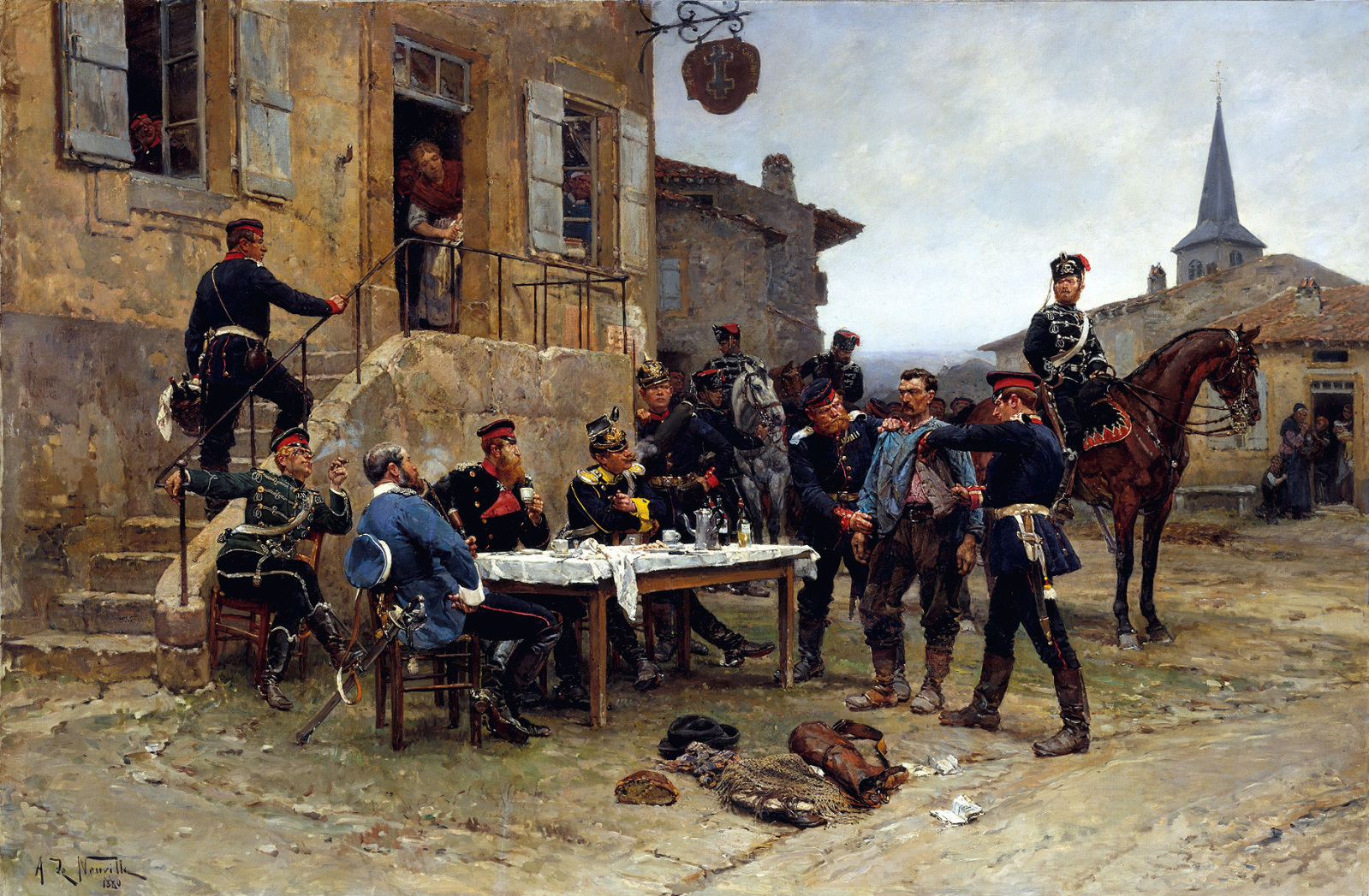
L'espion - Alphonse de Neuville - 1880

### La Seconde Guerre mondiale
En Europe, l'Abwehr, service de renseignement allemand dirigé par l'amiral Wilhelm Canaris, affronte son équivalent britannique le MI5, tandis que les différents services de contre-espionnage, en particulier alliés comme le Comité XX, s'efforcent de protéger Ultra et de tromper les services équivalents de l'Axe.
- L'opération Fortitude

Dans le Pacifique, théâtre d'opération gigantesque, l’espionnage allié parvient à percer les codes utilisés par l'Axe.
- Bataille de Midway

### La Guerre froide
Contrairement à une idée reçue, la Central Intelligence Agency (CIA) n'a pas été créée en 1947 pour contrer l'URSS et ses services secrets, mais pour éviter un nouveau Pearl Harbor, symbole de l'échec des services de renseignement américains, en coordonnant et évaluant les renseignements relatifs à la sécurité nationale, mais la guerre froide a rapidement façonné cette agence qui se voit chargée d'opérations clandestines à l'étranger.
En Russie, après la mort de Staline en mars 1953, le MGB fusionne avec le Ministère des Affaires Intérieures (MVD) qui devient un an plus tard le KGB.

### Union européenne
En 1993, lors de la construction du bâtiment Juste Lipse, à Bruxelles, des mouchards sont installés dans les murs. Ces écoutes sont découvertes dix ans plus tard. Ce bâtiment est très sensible, car il est le principal lieu de prise de décisions entre chefs d’états européens,.
En 2013, Edward Snowden révèle que la NSA serait à l'origine des écoutes du Juste Lipse et d'un système d'écoute à grande échelle des institutions européennes,.

## Les services gouvernementaux de renseignement
Un service de renseignement est une organisation gouvernementale consacrée au renseignement, c'est-à-dire à la collecte d'information au moyen d'espionnage, d'interception de communication, de cryptanalyse, de coopération avec d'autres institutions, et d'évaluation des sources publiques. Il est à noter que ces mêmes services sont généralement responsables de l'ensemble des actions clandestines entreprises à l'étranger.

### États-Unis
Malgré son intitulé, le Secret Service fondé en 1865 n'a jamais été un service gouvernemental comparable aux services de renseignement modernes. C'est à l'entrée des États-Unis dans la Seconde Guerre mondiale qu'un véritable service de renseignement est créé le 13 juin 1942, l'Office of Strategic Services (OSS), sur le modèle des services britanniques.
En 1947, l'OSS est remplacé par la Central Intelligence Agency (CIA), une des agences les plus influentes et connues au monde, chargée du renseignement à l'étranger et de la plupart des opérations clandestines. La National Security Agency (NSA), fondée en 1952, est chargée, de son côté, du renseignement électromagnétique (interception des communications). Le contre-espionnage sur le territoire américain et le renseignement intérieur sont gérés principalement par le Federal Bureau of Investigation (FBI).
En 2013, Edward Snowden fait de nombreuses révélations, parmi lesquelles l'existence des programmes PRISM et XKeyscore, permettant respectivement l'accès aux données des clients de Google, Facebook, YouTube, Microsoft, Yahoo!, Skype, AOL et Apple et la surveillance des internautes du monde entier et de pays alliés dont l'Union européenne.
Le commerce illégal de drogue, les terroristes et les acteurs gouvernementaux sont tous des cibles des agences de renseignement d'aujourd'hui. Au moins 57 personnes ont été inculpées par les États-Unis entre 2008 et 2011 pour avoir tenté d'espionner au profit de la Chine.
Selon les informations publiées par le département de la Justice des États-Unis, Marc Baier, Ryan Adams et Daniel Gericke, ont travaillé pour une entreprise américaine qui a fourni des cyber-services conformes à l'ITAR à une agence gouvernementale des ÉAU aux termes d'un Technical Assistance Agreement (TAA) délivré par Directorate of Defense Trade Controls (DDTC) et signé par la société américaine, le gouvernement des ÉAU et son agence de renseignement pertinente. Le 14 septembre 2021, ils ont admis qu'ils avaient travaillé pour Darkmatter, une entreprise de cybersécurité des ÉAU, pour pirater des ordinateurs, des serveurs et d'autres gadgets électroniques aux États-Unis. Ils ont aidé les agents de renseignement émirati avec une cyber-technologie avancée pour les aider à vioder des ennemis potentiels ou des rivaux politiques. Le 26 août 2022, ces anciens responsables du renseignement américain ont été exclus des activités d'exportation d'armes en vertu d'un accord annoncé par le département d'État. Il a été interdit de participer à toute activité soumise a la Réglementation américaine sur le trafic d'armes au niveau international pendant 3 ans.

### URSS et Russie
À la suite de la révolution bolchévique de 1917 est fondée la VTchéKa, chargée du renseignement intérieur, extérieur, de la sécurité et de la lutte contre les opposants. En contrepartie, l'Armée rouge se dote en octobre 1918 de son propre service de renseignement, la IVe direction principale de l'état-major général de l'Armée rouge. Après la Seconde Guerre mondiale, ce service sera renommé : il deviendra le Glavnoe Razvedyvatel'noe Upravlenie (GRU), Direction générale des renseignements de l'État-major.
Ultérieurement, la VTchéKa changera plusieurs fois de nom : Tchéka, Guépéou, NKVD, NKGB, MGB, MVD. Mais ses tâches resteront les mêmes. Petite différence toutefois : quand l'ancienne Tchéka devient le NKVD ou MVD, les services de sécurité soviétiques perdent en autonomie ; ils ne sont alors qu'une branche des différents services de police d'URSS, le NKVD englobant aussi bien le contre-espionnage que la police, les pompiers ou le Goulag. Les services de sécurité et de renseignement extérieurs, au sein du NKVD, sont réunis dans le GUGB (Direction principale de la sécurité d'État) du NKVD.
La Guerre froide arrivant, Staline décide de s'inspirer du modèle de la CIA. Est alors créé le KI, le Comité d'information, qui regroupe le renseignement extérieur politique et le GRU. Mais l'expérience échoue.
Par décret de 1954 est créé le KGB, chargé aussi bien du contre-espionnage que des gardes-frontières, du renseignement extérieur, de la lutte contre les opposants ou de la protection des personnalités. Lui font concurrence le GRU, rattaché a l'Armée rouge, mais aussi le MVD, c'est-à-dire la police. Le ministre de l'Intérieur sous Brejnev, Chtchelokov, n'aura de cesse d'essayer de réduire le poids du KGB sur le plan intérieur.
Le KGB a néanmoins un avantage de taille sur la police et le GRU : d'une part, il peut surveiller ces deux organismes, par le biais de la 3e direction du KGB (contre-espionnage militaire), par exemple, en recrutant des officiers du GRU ou en essayant d'y démasquer les traîtres (ce rôle revient à la 2e sous-section du 1er département de la 3e direction du KGB, à l'intérieur de l'URSS, et à la sécurité interne du renseignement extérieur du KGB, la section « K » de la Première direction principale, dans les ambassades, consulats, délégations, etc.). Concernant la police, est créée en 1982 au sein de la 3e direction la section « M », chargée de la lutte contre la corruption au sein des forces armées (y compris la police). Le KGB a donc en premier un moyen d'interférer dans le travail de ces deux organisations concurrentes.
D'autre part, le KGB peut doubler ses deux concurrents. En effet, rien n'interdit au KGB de collecter des renseignements militaires ; c'est même un de ses rôles, et ainsi il concurrence le GRU dont c'est la mission. Et rien n'interdit non plus au KGB d'enquêter (ce qui est aussi un de ses rôles) dans les affaires de crime organisé, de terrorisme ou de lutte contre la corruption, doublant ainsi le MVD (ministère de l'Intérieur, police).
La chute de l'URSS en 1991 change la donne, et le KGB est divisé en plusieurs services indépendants : l'ex-direction du renseignement extérieur du KGB (1re Direction générale) devient le SVR, service de renseignement extérieur. Le service de protection des personnalités est désormais directement rattaché au président de la fédération de Russie, il se nomme le FSO, tout comme un autre service beaucoup moins connu, le GUSP (Direction principale des programmes spéciaux, en fait l'ex-15e direction du KGB, chargée de la construction des bunkers protégeant les dirigeants en cas de guerre).
Le GRU ne voit pas son statut modifié, de son côté, tandis que les services chargés de la création des codes secrets (8e direction du KGB) et du cassage des codes utilisés par les adversaires (16e Direction générale) sont rassemblés dans un service fédéral, la FAPSI. Enfin, le KGB perd ses pouvoirs d'instruction, et ses unités d'élite entrent dans le giron du concurrent, le ministère de l'Intérieur. Les services chargés de la sécurité intérieure (protection des secrets économiques, industriels, du contre-espionnage, de la sécurité des transports, antiterrorisme et lutte contre le crime organisé) sont rassemblés dans le FSK, lequel, insécurité puis guerre de Tchétchénie aidant, regagne très vite ses pouvoirs d'instruction et d'écoutes (dès 1993). En remplacement du FSK est créé en 1995 le Service fédéral de sécurité de la fédération de Russie (FSB), avec les mêmes missions. Les unités d'élite reviennent dans le giron du FSB cette année-là, et en 2003, les gardes-frontières sont rendus au FSB.

### Royaume-Uni
Cette nation à une très longue tradition dans le renseignement remontant au Moyen Âge. Toutefois, ce n'est que depuis 1909 que ses services ont une existence continue. Les services britanniques contemporains sont les suivants :
- Security Service, ou MI5 (Military Intelligence [section] 5) ;
- Secret Intelligence Service, SIS ou MI6 (Military Intelligence [section] 6) ;
- Government Communications Headquarters.

Le SIS et le GCHQ ont la particularité d'être des services de recherche de renseignement, mais pas d'analyse, qui est faite par le client.
Durant la Seconde Guerre mondiale, le Special Operations Executive (SOE) fut un acteur important de la guerre secrète. Un service du Foreign Office, l'Information Research Department (« département de recherche de renseignement »), fondé en 1948, fut dissous en 1977.

### Israël
En Israël, le Shabak est le principal service de renseignement intérieur. À l'extérieur, le service principal est le Mossad (1951) ; il gère le renseignement, l'antiterrorisme et les actions clandestines hors des frontières d'Israël. Ce service s'est notamment fait connaître du public par le kidnapping du criminel de guerre nazi Adolf Eichmann en 1960.
À l'étranger, les objectifs du Mossad sont prioritairement les pays arabes et le terrorisme au Moyen-Orient. Ce service est reconnu dans le monde pour sa grande capacité de collecte, basée sur un large réseau d'informateurs issus notamment de la diaspora juive.
Notons aussi l'Aman, renseignement militaire israélien, ainsi que le « Nativ », chargé du renseignement en direction des pays d'Europe de l'Est[réf. nécessaire] [Information douteuse] ; le Malmab pour la sécurité militaire intérieure (contre-espionnage militaire) et le Lakam, chargé du renseignement scientifique.

### France
Héritier du Deuxième Bureau et du BCRA de la Résistance, le Service de documentation extérieure et de contre-espionnage (SDECE) est fondé en 1946 et remplacé en 1982 par la Direction générale de la Sécurité extérieure (DGSE) chargée du renseignement humain et technologique hors des frontières françaises.
Le renseignement intérieur était géré principalement par la Direction de la surveillance du territoire (DST, contre-espionnage et antiterrorisme) et en partie par la Direction centrale des Renseignements généraux. Au 1er juillet 2008, ces deux services ont été remplacés par la Direction centrale du renseignement intérieur (DCRI) qui devient le 12 mai 2014, la direction générale de la Sécurité intérieure (DGSI). Le service central du renseignement territorial (SCRT) remplace les anciens Renseignements généraux. Le SCRT est par la suite remplacé par la direction nationale du renseignement territorial (DNRT).
Au niveau international, les services français sont reconnus pour leur compétence dans le renseignement lié aux pays arabes et critiqués parfois pour leur travail d'espionnage industriel, en direction notamment des États-Unis.

### Chine
Fondé en 1983, le Guoanbu ou ministère de la sécurité de l'État est probablement le principal service de renseignement extérieur et de contre-espionnage de la république populaire de Chine. Il est aussi chargé des gardes-frontières et de la lutte contre les opposants politiques.

## L'espionnage dans la fiction

### Littérature: le roman d'espionnage

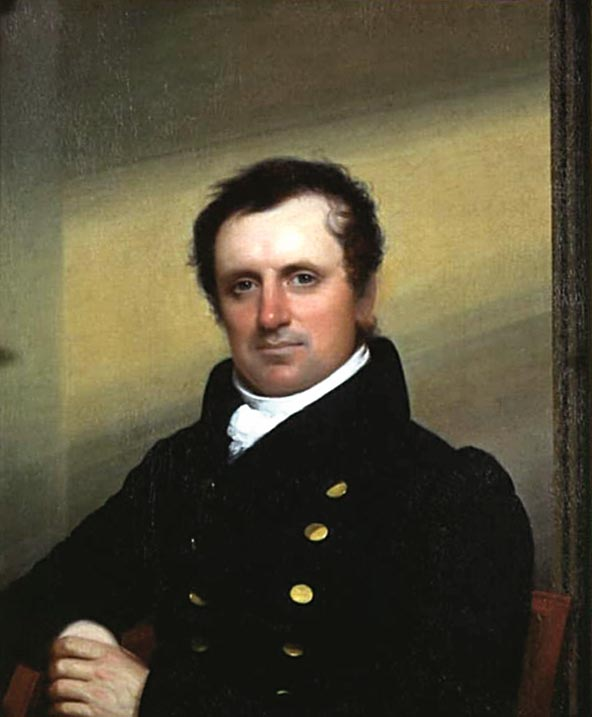
James Fenimore Cooper, auteur d'un roman précurseur : en (L'Espion), 1822.

Les activités du renseignement sont le thème principal du roman d'espionnage, un genre littéraire né au début du XXe siècle. Ce genre est communément assimilé à un sous-genre du roman policier, à tort selon certains spécialistes qui le rattachent à la « fiction militaire », voire à la « fiction politique ».
L'origine de ce genre est communément rattachée à des auteurs britanniques. Ce sont encore ces écrivains qui influenceront l'évolution du genre, faisant persister « l'hégémonie britannique sur le roman d'espionnage » jusqu'à nos jours.
Au sens moderne du terme, le roman d'espionnage est un roman (une fiction) ayant pour cadre principal le « monde du secret » : celui des services de renseignement modernes, des opérations militaires spéciales, des opérations clandestines des États, des espions professionnels… Ces romans ont généralement pour trame historique le cadre géopolitique contemporain (actuel).
Une distinction importante est faite entre les romans réalistes (souvent écrits par d'anciens professionnels du renseignement) et les romans dits « fantastiques » (ou fantaisistes), dans lesquels les principes et les méthodes décrits ne correspondent pas au monde réel du renseignement. À l'exemple de la série James Bond, ces derniers romans s'inscrivent dans un univers commun de l'espionnage véhiculant de nombreux clichés.
Le roman d'espionnage est communément associé à des productions commerciales (roman populaire) sans aucune valeur littéraire. Gabriel Veraldi souligne particulièrement la persistance de ce préjugé dans la culture française, à l'opposé de la culture anglo-saxonne : peut-être en raison d'une différence culturelle dans le jugement des activités d'espionnage, mais aussi certainement d'un contexte différent entre le monde de l'édition anglo-saxonne et celui de l'édition française.

#### Quelques auteurs majeurs
France
- Pierre Nord, Double crime sur la ligne Maginot, 1936. Souvent considéré comme le premier roman moderne d'espionnage français.
- Vladimir Volkoff, a écrit plusieurs livres se déroulant dans les milieux des services secrets, les décrivant avec beaucoup de détails et réalisme, entre autres Le montage et Le retournement. Sous le nom de Lieutenant X, il est également l'auteur de séries de romans policiers pour la jeunesse : Langelot et Larry J. Bash. Il a écrit sous d'autres pseudonymes : Victor Duloup (Volkoff signifie « fils du loup » en russe), Basile Septime, Lavr Divomlikoff (anagramme de Vladimir Volkoff) et Rholf Barbare.
- Jean Bruce, auteur de la saga OSS 117.
- Gérard de Villiers, créateur de la saga SAS.

 Royaume-Uni

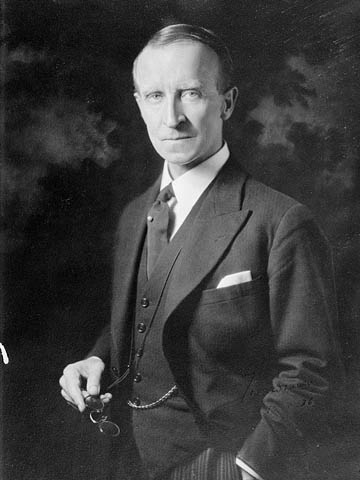
John Buchan, dit Lord Tweedsmuir (1875-1940).

- William Le Queux, journaliste anglais et membre des services secrets britanniques est un romancier immensément populaire à son époque. Auteur de fictions de guerre, il est aussi considéré comme l'auteur de premiers romans d'espionnage (à partir de 1899), avec des œuvres romanesques, transcrivant pourtant une expérience réelle des affaires secrètes.
- John Buchan, homme politique, espion et auteur de nombreux romans d'espionnage dont Les 39 Marches (1915).
- Somerset Maugham, romancier réputé et agent crée le personnage d'Ashenden.
- Graham Greene, qui a écrit notamment Our Man in Havana (Notre Homme à la Havane) et The Confidential Agent (L'Agent secret).
- Ian Fleming, créateur du personnage James Bond.
- Len Deighton.
- John le Carré, auteur prolifique reconnu de très nombreux romans d'espionnage, dont les plus connus sont L'espion qui venait du froid, Une petite ville en Allemagne, La Taupe, Comme un collégien, Les gens de Smiley, Un pur espion, Notre jeu, La maison Russie, La constance du jardinier.

### Cinéma
Le film d'espionnage est un genre cinématographique lié à l'espionnage de fiction, dans un traitement réaliste ou comme base fantaisiste. De nombreux romans d'espionnage ont été adaptés au cinéma, même si dans de nombreux cas (tel James Bond) le ton général des œuvres a été modifié.
Le film d'espionnage apparaît avec le cinéma muet, dans le contexte paranoïaque de la littérature d'invasion et le début de la Première Guerre mondiale. On trouve ainsi les films britanniques The German Spy Peril (1914) et O.H.M.S. (1913).
Alfred Hitchcock popularisa ultérieurement le film d'espionnage dans les années 1930 avec ses thrillers L'Homme qui en savait trop (1934), Les 39 marches (1935), Agent secret (1936) et Une femme disparaît (1938).
La popularité des films d'espionnage est souvent considérée à son apogée durant les années 1960, quand les craintes de la guerre froide correspondaient avec le désir des spectateurs de trouver de l'excitation et du suspense dans les films. À cette époque apparaissent d'un côté des films réalistes comme l'adaptation L'Espion qui venait du froid (1963), de l'autre côté des films fantaisistes comme la série des James Bond à partir de 1962.
Les films d'espionnage connurent un regain d'intérêt à la fin des années 1990, bien que ceux-ci furent plutôt des films d'action avec des éléments d'espionnage, ou des comédies.